# Селище Горького (Миколаїв)

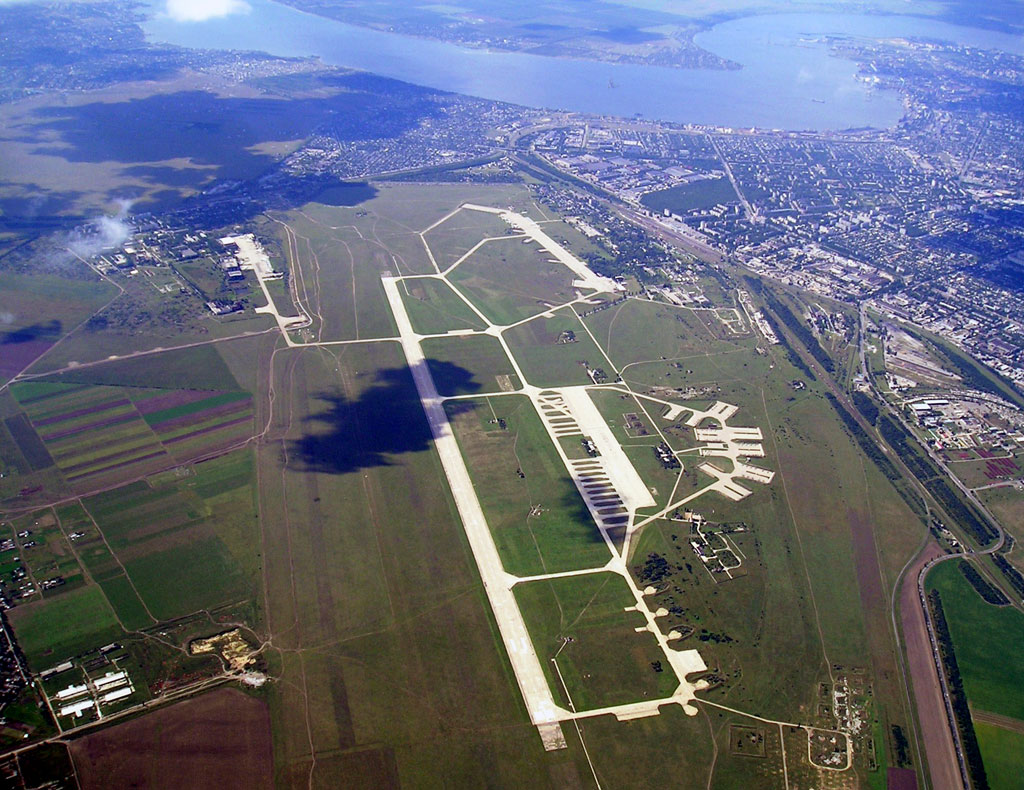
В центрі — Аеродром Кульбакине, зверху і праворуч від нього невелике Селище Горького, ще правіше, через залізничні колії — власне Миколаїв

Селище Горького — місцевість у місті Миколаїв у його Інгульському районі. Знаходиться на сході міста.
У місцині проходять залізниці міста Миколаєва. Також в мікрорайоні знаходяться дачі міських жителів, невелика промислова зона і вихід до Кульбакинського військового аеродрому.

## Основні вулиці місцини

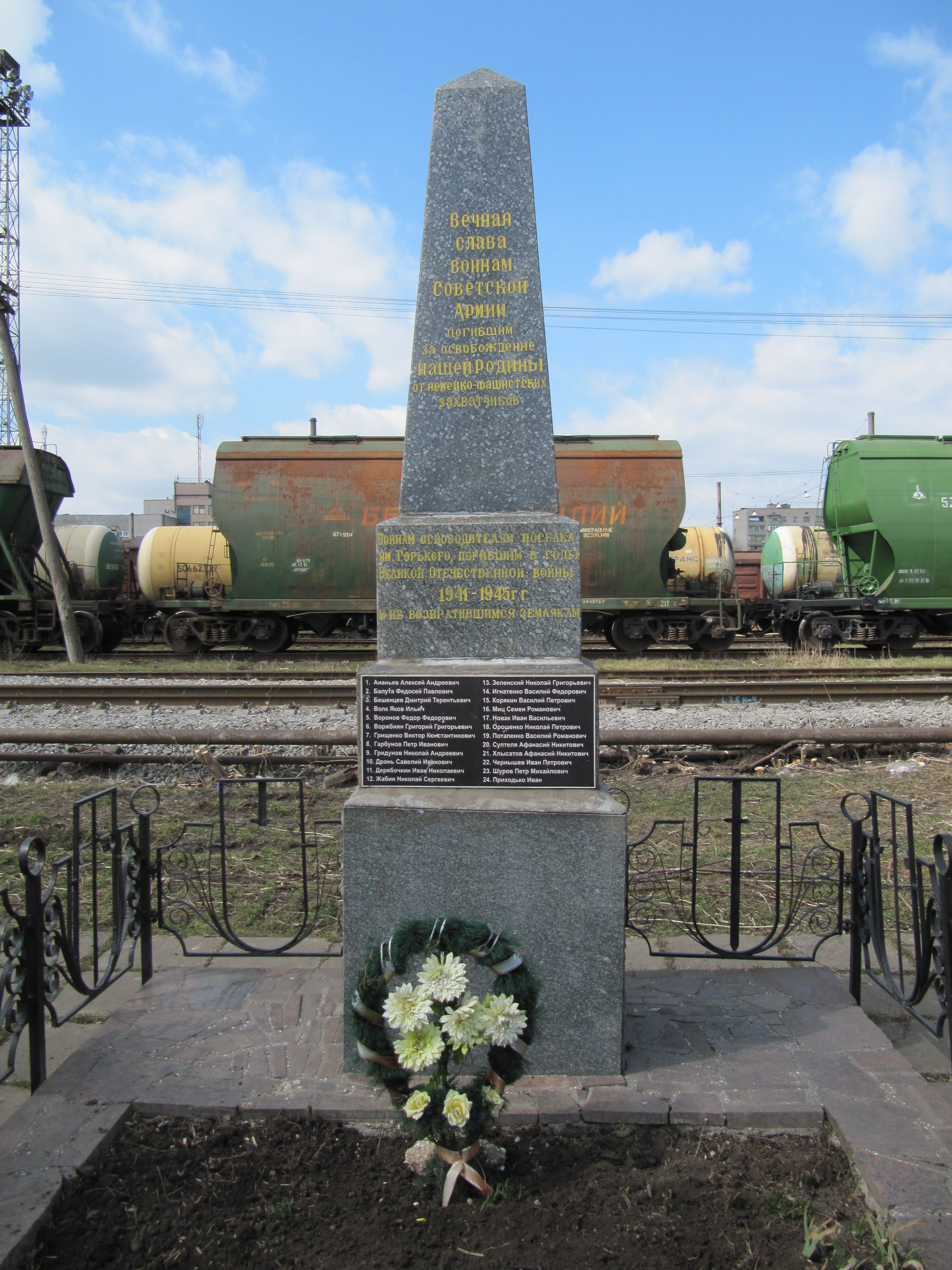
Братська могила радянських воїнів у селищі Горького

- Вулиця Дмитра Яворницького
- Соколина вулиця
- Буревісників вулиця